# LIPF
LIPF (англ. Lipase F, gastric type) – білок, який кодується однойменним геном, розташованим у людей на 10-й хромосомі. Довжина поліпептидного ланцюга білка становить 398 амінокислот, а молекулярна маса — 45 238.
| 10         |  | 20         |  | 30         |  | 40         |  | 50         |
| ---------- |  | ---------- |  | ---------- |  | ---------- |  | ---------- |
| MWLLLTMASL |  | ISVLGTTHGL |  | FGKLHPGSPE |  | VTMNISQMIT |  | YWGYPNEEYE |
| VVTEDGYILE |  | VNRIPYGKKN |  | SGNTGQRPVV |  | FLQHGLLASA |  | TNWISNLPNN |
| SLAFILADAG |  | YDVWLGNSRG |  | NTWARRNLYY |  | SPDSVEFWAF |  | SFDEMAKYDL |
| PATIDFIVKK |  | TGQKQLHYVG |  | HSQGTTIGFI |  | AFSTNPSLAK |  | RIKTFYALAP |
| VATVKYTKSL |  | INKLRFVPQS |  | LFKFIFGDKI |  | FYPHNFFDQF |  | LATEVCSREM |
| LNLLCSNALF |  | IICGFDSKNF |  | NTSRLDVYLS |  | HNPAGTSVQN |  | MFHWTQAVKS |
| GKFQAYDWGS |  | PVQNRMHYDQ |  | SQPPYYNVTA |  | MNVPIAVWNG |  | GKDLLADPQD |
| VGLLLPKLPN |  | LIYHKEIPFY |  | NHLDFIWAMD |  | APQEVYNDIV |  | SMISEDKK   |

A: Аланін

C: Цистеїн

D: Аспарагінова кислота

E: Глутамінова кислота

F: Фенілаланін

G: Гліцин

H: Гістидин

I: Ізолейцин

K: Лізин

L: Лейцин

M: Метіонін

N: Аспарагін

P: Пролін

Q: Глутамін

R: Аргінін

S: Серин

T: Треонін

V: Валін

W: Триптофан

Кодований геном білок за функцією належить до гідролаз. 
Задіяний у таких біологічних процесах, як метаболізм ліпідів, деградація ліпідів, альтернативний сплайсинг. 
Секретований назовні.